# Calendasco
Calendasco é uma comuna italiana da região da Emília-Romanha, província de Piacenza, com cerca de 2.310 habitantes. Estende-se por uma área de 37 km², tendo uma densidade populacional de 62 hab/km². Faz fronteira com Guardamiglio (LO), Monticelli Pavese (PV), Orio Litta (LO), Piacenza, Rottofreno, San Rocco al Porto (LO), Senna Lodigiana (LO), Somaglia (LO).

## Demografia
| Variação demográfica do município entre 1861 e 2011                               |
|                                                                                   |
| Fonte: Istituto Nazionale di Statistica (ISTAT) - Elaboração gráfica da Wikipedia |